# Lijst van voorzitters van de Staten van Sint Maarten
Hieronder een lijst van voorzitters van de Staten van Sint Maarten vanaf 10 oktober 2010.
| N.º | Voorzitter             | Periode                              | Partij/ stroming |
| --- | ---------------------- | ------------------------------------ | ---------------- |
| 1   | Gracita Arrindell      | 10 oktober 2010 - 14 juli 2012       | UP               |
| 2   | Rodolphe Samuel        | 15 juli 2012 - 24 mei 2013           | NA               |
| (1) | Gracita Arrindell      | 24 juni 2013 - 10 oktober 2014       | UP               |
| 3   | Sarah Wescot-Williams  | 10 oktober 2014 - 13 november 2014   | DP               |
| 4   | Lloyd Richardson       | 1 december 2014 - 12 oktober 2015    | UP               |
| (3) | Sarah Wescot-Williams  | 13 oktober 2015 - 31 oktober 2016    | DP               |
| 5   | Claret Connor          | 31 oktober 2016 - 24 november 2016   | UP               |
| (3) | Sarah Wescot-Williams  | 24 november 2016 - 2 april 2018      | DP               |
| (3) | Sarah Wescot-Williams  | 7 mei 2018 - 22 september 2019       | UD               |
| 6   | William Marlin         | 24 september 2019 - 10 februari 2020 | NA               |
| 7   | Rolando Brison         | 10 februari 2020 - 4 november 2021   | UP               |
| 8   | Grisha Heyliger-Marten | 26 november 2021 - 27 oktober 2022   | UP               |
| 9   | Sidharth Bijlani       | 30 november 2022 - 10 februari 2024  | UP               |
| (3) | Sarah Wescot-Williams  | 10 februari 2024 - heden             | DP               |

Voor de periode 1938-2010 zie de lijst van voorzitters van de Staten van de Nederlandse Antillen.

## Bron
- Officiële website Parliament of Sint Maarten
- Brison treedt alsnog af als voorzitter Staten Sint Maarten, Dossierkoninkrijksrelaties.nl (5 november 2021).
- President of Parliament, Grisha S. Heyliger-Marten pays courtesy visit to various entities, Staten van Sint Maarten (16 maart 2022)
- Voorzitter parlement van Sint Maarten Grisha Heyliger afgezet, nu.cw (28 oktober 2022)